# Abu al-Alajdż
Abu al-Alajdż (arab. أبو العليج) – wieś w Syrii, w muhafazie Idlib. W 2004 roku liczyła 340 mieszkańców.